# Hans-Otto Mühleisen
Hans-Otto Mühleisen (* 2. Dezember 1941 in Freiburg im Breisgau) ist ein deutscher Politikwissenschaftler.

## Leben
Hans-Otto Mühleisen studierte nach dem Abitur am Kepler-Gymnasium in Freiburg ab 1961 an der Universität Freiburg Politikwissenschaften und Geschichte. 1970 wurde er bei Dieter Oberndörfer promoviert. Anschließend war er Assistent an der Universität Freiburg und habilitierte sich 1978. Von 1981 bis zu seiner Emeritierung 2007 war er Professor für Politikwissenschaft an der Universität Augsburg. Er ist Mitglied im Arnold-Bergstraesser-Institut für kulturwissenschaftliche Forschung e.V. an der Universität Freiburg und war langjähriges Mitglied im Stiftungsrat der Freiburger Bürgerstiftung an.
Neben seiner Tätigkeit als Politikwissenschaftler ist er vor allem durch Publikationen zur südwestdeutschen Landesgeschichte, insbesondere dem Kloster St. Peter auf dem Schwarzwald und dessen Umfeld, hervorgetreten. Zum umstrittenen Ausbau der Bundesstraße 31 in Freiburg hat er sich öffentlich kritisch zu Wort gemeldet.

## Ehrungen und Auszeichnungen
Die theologische Fakultät der Universität Luzern hat Mühleisen 2007 die Ehrendoktorwürde verliehen. Im Februar 2010 erhielt er den Silvesterorden. Die Gemeinde St. Peter zeichnete ihn im November 2019 als Ehrenbürger aus.

## Veröffentlichungen (Auswahl)
- Theoriebildung und politische Parteien. Bestandsaufnahme und Entwicklungsmöglichkeiten. Dissertation. Universität Freiburg, Philosophische Fakultät, Freiburg 1970, DNB 482062118.
- Individuum und Befreiung. Politische Pädagogik im Spätwerk Max Horkheimers. Habilitationsschrift. Universität Freiburg, Freiburg 1978, OCLC 312154014.
- Vernunft und Gerechtigkeit. Zwölf Stücke aus der politischen Weisheitslehre. Ergon-Verl., Würzburg 2001, ISBN 3-89913-230-0.
- mit Hugo Ott, Thomas Zotz (Hrsg.): Das Kloster St. Peter auf dem Schwarzwald. Studien zu seiner Geschichte von der Gründung im 11. Jahrhundert bis zur frühen Neuzeit. Waldkircher Verl.-Ges., Waldkirch 2001, ISBN 3-87885-340-8.
- mit Arno Zahlauer (Hrsg.): Kloster, Priesterseminar, geistliches Zentrum. Von Kunst, Geschichte und Gegenwart der vormaligen Benediktinerabtei St. Peter auf dem Schwarzwald. Kunstverlag Josef Fink, Lindenberg/Allgäu 2016, ISBN 978-3-95976-038-6.
- mit Dominik Burkard: Erzbischof Conrad Gröber reloaded – Warum es sich lohnt, genauer hinzuschauen. Kunstverlag Josef Fink, Lindenberg/Allgäu 2020, ISBN 978-3-95976-305-9.